# Isabel Mármol Ampuero
Isabel Mármol (24 de enero de 1972) es una diseñadora, gestora de proyectos culturales, comunicadora y editora guayaquileña.

## Biografía
Luego de estudiar Arte y publicidad en la FIU (Florida International University) en los noventa, trabajó en varias agencias de publicidad y poco después fundó su propia agencia boutique DÚO COMUNICACIÓN. Sus intereses se bifurcaron y dieron cabida a otros proyectos relacionados al arte, diseño, indumentaria, uso de tecnología disponible en la web, publicaciones digitales, gestión cultural, periodismo cultural y edición de libros. Fundadora de los proyectos: TUAMI diseño de indumentaria e ilustración, TUAMI 2SHOW galería de arte gráfico que mostraba el trabajo de creadores visuales como PHUNK STUDIO (Singapur) y NEASDEN CONTROL CENTRE (Reino Unido), Revista Miratú! una de las primeras revistas digitales de cultura del Ecuador, Proyectos Futuro ciclo de talleres de capacitación para el uso de herramientas disponibles en internet, 3500 AC Gráficos del Pasado una línea de recuerdos que emplea la gráfica de la cultura Precolombina Valdivia. Cofundadora de la editorial Fondo de Animal Editoresy el Festival Internacional de Poesía Desembarco Poético.